# رتسلینگن (نیدرزاکسن)
رتسلینگن (به آلمانی: Rätzlingen) یک شهر در آلمان است که در Rosche واقع شده‌است. رتسلینگن ۵۰۲ نفر جمعیت دارد.